# 宋臣
宋臣（1470年—？），字以忠，直隸松江府華亭縣人，軍籍，明朝政治人物。

## 生平
弘治五年（1492年）壬子科應天府鄉試第二十八名舉人。正德六年（1511年）中式辛未科會試第八十名，登第三甲第二百零五名進士。授浙江樂清縣知縣，丁母喪去職。

## 家族
曾祖宋□；祖父宋傑；父宋瑾，母楊氏。弟宋相。